# Nulla dies sine linea
Nulla dies sine linea — латинський афоризм, що перекладається як: «Жодного дня без рядка».
Афоризм зустрічається в творі давньоримського історика Плінія Старшого «Природнича історія», де цей життєвий принцип приписується грецькому художнику Апеллесу.